# Phrurolithus apacheus
Phrurolithus apacheus là một loài nhện trong họ Phrurolithidae.
Loài này thuộc chi Phrurolithus. Phrurolithus apacheus được Willis J. Gertsch miêu tả năm 1941.